# 在河左岸
《在河左岸》（英語：Lonely River），2014年客家電視台年度戲劇。改編自鍾文音同名小說。由嚴藝文、王耿豪、徐麗雯、謝瓊煖、傅小芸、李辰翔、王鏡冠主演。2013年6月開拍，2014年2月17日於客家電視台上檔。本劇以1970到1990年代的新北市三重區為故事背景。
本劇獲第49屆電視金鐘獎最佳戲劇節目獎等八項提名，最終獲最佳戲劇節目導演獎、最佳戲劇節目女配角獎、以及燈光獎等三座獎項。

## 概要
作家鍾文音同名小說改編(改編自家族三部曲《女島紀行》、《昨日重現》、《在河左岸》之一的《在河左岸》)，敘述黃碧川、余樵樵家族，自嘉義北上謀生的故事。樵樵以為搬來台北就會有好生活，然而當她終於來到台北，才發現其實只在河對岸的三重埔落腳，更要面對諸多問題：丈夫的出軌、居住在豆干厝附近的不堪、沉重的家計、孩子的宿疾與教養...，樵樵要如何面對這一切？
與其說《在河左岸》是樵樵一生的家族輓歌，不如說它其實是所有台灣人共同的時代記憶。那個台北如天朝，離鄉北漂期待有朝衣錦還鄉的年代。

## 播出時間

### 首播
| 頻道         | 所在地 | 播映日期      | 播出時間          |
| ------------ | ------ | ------------- | ----------------- |
| 客家電視台   | 臺灣   | 2014年2月17日 | 每週一至週四20:00 |
| 台灣宏觀電視 | 海外   | 2014年9月8日  | 每週一至週五20:00 |
| 公視HD台     | 臺灣   | 2015年5月7日  | 每週一至週五21:00 |

## 演員列表

### 主要演員
| 演員   | 角色         | 介紹 |
| 嚴藝文 | 余樵樵       | 黃碧川的妻子，與他育有4名子女。擅長縫紉、作衣服。                                                                    |
| 王耿豪 | 黃碧川       | 嘉義的客家農民，余樵樵的丈夫。因家鄉大旱，分不到田地，而去台北找工作。而後與初戀情人年綺遙重逢，並共譜戀情。         |
| 徐麗雯 | 年綺遙       | 北遷的客家人，家中經營中藥舖。曾經有一段婚姻，但後以離婚收場。直到遇見了初戀情人黃碧川，她才真正找到一個愛她的男人。 |
| 傅小芸 | 黃永真       | 小名阿真，黃碧川與余樵樵的小女兒，排行老么。                                                                         |
| 傅珮慈 | 黃永真       | 少年時期的永真。 |
| 鄧筠庭 | 黃永真       | 童年時期的永真。 |
| 謝瓊煖 | 黃麗霞       | 黃碧川的姊姊，很早就去台北工作了。                                                                                   |
| 王鏡冠 | 阿熊（熊叔） | 黃碧川的同鄉兼好友，開著貨車把離鄉打拼的小百姓載到目的地。                                                           |
| 李辰翔 | 余阿家       | 余樵樵的弟弟。 |

### 其他演員
| 演員     | 角色   | 介紹                                                                 |
| 林嘉俐   | 菊菊   | 豆乾厝的妓女，育有一女小月。                                         |
| 范時軒   | 小莉   | 豆乾厝的妓女，與菊菊是相互扶持的好姐妹。                             |
| 黃仲崑   | 趙楠   | 外省人，在一些地帶與黑白二道都有些交情，首次與樵樵相遇是在麗霞的店。 |
| 陳昱丞   | 黃立樹 | 小名阿樹，黃碧川與余樵樵的大兒子，排行老大。                         |
| 李康逢   | 黃立樹 | 少年時期的立樹。                                                     |
| 高允漢   | 黃立樹 | 成年時期的立樹。                                                     |
| 李學良   | 黃立葉 | 小名小葉，黃碧川與余樵樵的二兒子，排行老二。                         |
| 許定南   | 黃立葉 | 少年時期的立葉。                                                     |
| 侯柏亨   | 黃立葉 | 成年時期的立葉。                                                     |
| 鄭伃庭   | 黃頌真 | 小名小頌，黃碧川與余樵樵的大女兒，排行老三，患有癲癇。               |
| 邱偲琹   | 黃頌真 | 少年時期的頌真。                                                     |
| 邱德洋   | 年紀遠 | 年綺遙的弟弟，與姊姊相差3歲，實際是管理自家店面極大的中藥材行。      |
| 曾子益   | 林悼祖 | 黃永真的小學和中學同學，老愛捉弄她。                                 |
| 林永旭   | 林悼祖 | 少年時期的悼祖。                                                     |
|          | 黃母   | 黃碧川的母親。                                                       |
| 黎沛婕   | 小月   | 菊菊的女兒，患有弱智。                                               |
| 林沛萱   | 阿梅   | 余阿家的妻子。                                                       |
| 方宥心   | 徐兮兮 | 黃永真的高中好友，是一名女同志。 在28集（兮兮的遺書 那一集）去世。   |
| 美女柔柔 | 大奶   | 豆乾厝的妓女。                                                       |
| 恐龍     | 小陳   | 豆乾厝春風樓的老闆。                                                 |
| 陳柏蓁   | 露露   | 菊菊失蹤後，新來的豆乾厝妓女。                                       |

### 客串演出
| 演員     | 角色     | 介紹                                                                 |
| 朱陸豪   | 年叔     | 年綺遙的叔叔，貨行的老闆。                                           |
| 雷修     | 余父     | 余樵樵、余阿家的父親。                                               |
| 呂雪鳳   | 阿珠     | 在豆乾厝附近賣豬腸冬粉的婦人。                                       |
| 謝其文   | 表舅     | 黃永真的表舅，經營照相館。                                           |
| 鐵齒     | 菊菊前夫 | 菊菊的前夫。                                                         |
| 李璇     | 年母     | 年綺遙的母親。                                                       |
| 李振忠   | 阿興伯   | 介紹余阿家看店面的老人家。                                           |
| 黃迪揚   | 邱定榮   | 成衣廠的領班。                                                       |
| 洪大為   | 金城     | 余樵樵在成衣廠的同事，與同事美娟互有好感，後結為夫妻。               |
| 顏如玉   | 美娟     | 余樵樵在成衣廠的同事，與同事金城互有好感，後結為夫妻。               |
| 許韋蓁   | 巧玲     | 余樵樵家鄉舊識的姪女，來台北找工作，後在樵樵介紹下在成衣廠擔任會計。 |
| 邱明勳   | 吳財發   | 黃永真小學的班導師。                                                 |
| 廖蕓宣   | 舒舒     | 黃永真小學的同班同學。                                               |
| 傅顯濬   | 趙榮祖   | 黃永真小學時從台北轉學到黃永真班上的新同學。                         |
| 上山博樹 | 橋本     | 來台旅遊的日本人，對小莉有好感。                                     |
| 蕭正偉   | 小徐     | 黃麗霞的男友。                                                       |
| 張國忠   | 鐵工小胖 | 余樵樵家對面新搬來的住戶。                                           |
| 蘇均容   | 年輕     | 黃碧川和年綺遙的女兒。                                               |
| 李亭萱   | 年輕     | 約小學時期的年輕。                                                   |
| 蔡力允   | 黃熙     | 黃永真在書店打工時交的男朋友。                                       |
| 朱育宏   | 阿雄     | 黃永真在紅茶店打工的同事。                                           |
| 程伯仁   | 海哥     | 在黃永真打工的咖啡廳與朋友聊工作的客人。                             |
| 黃浩詠   | 小江     | 黃麗霞請來店裡和家裡看風水的風水師，江湖術士。                       |
| 程絜莉   | 小娟     | 黃立葉的老婆。                                                       |

## 劇中歌曲
| 曲別   | 歌名       | 演唱者 | 作詞   | 作曲     |
| 片頭曲 | 喔！細憨頭 | 陳慧如 | 謝宇威 | 美國民謠 |
| 片尾曲 | 紙鷂       | 溫尹嫦 | 溫尹嫦 | 溫尹嫦   |
| 插曲   | 看天河     | -      | 陳永淘 | 陳永淘   |
| 插曲   | 我還記得   | -      | 陳永淘 | 陳永淘   |
| 插曲   | 鮮鮮河水   | -      | 陳永淘 | 陳永淘   |

## 製作團隊
- 原著：鍾文音
- 監製：徐青雲、湯昇榮
- 製作人：潘鳳珠、葉天倫
- 編劇：林佳慧、柯淑卿、陳長綸
- 導演：陳長綸
- 製作公司：客家電視台、青睞影視製作有限公司

- 督導：黃桂慧
- 製作協調：饒瑞軍、邱瑞清
- 宣傳規劃：陳品芳、楊鈺崑
- 製片統籌：蔡依芸
- 執行製作：楊顏昌
- 副導演：黃曉泙
- 場記：陳柔安
- 助導：陳紀安
- 外聯執行：張祥隆、潘博軒
- 製作助理：夏建生
- 攝影師：韓紀軒
- 攝影大助：廖勝章
- 攝影助理：詹字修
- 燈光師：丁海德
- 燈光助理：陳惠昌、丁柏剛、吳毅宏
- 美術陳設：劉基福
- 搭景：林智明
- 道具：李安弘、陳金和
- 搭景助理：黃霈琪
- 造型指導：杜佩勳
- 化妝：柯佳妤
- 梳妝：吳旻純
- 服裝：羅宇涵、羅雅文
- 梳化助理：黃瓊慧
- 成音師：許紀煬
- 成音助理：鄧亦桓、賴忠毅、葉千慧
- 場務：廖松川、吳昱熾、葉承展、張子浤、游易霖
- 劇照：唐乃崢
- 保全：龔傳和
- 客語指導：李如意、謝國玄、李辰翔
- 後期執行：許佳明
- 音樂指導：吳柏醇（嘉莉）
- 配樂指導：吳嘉祥、許勝雄、林國凱
- 後期配樂：簡淑歡
- 後期配樂助理：陳玠含
- 音效：黃大衛、吳培倫、陳融、林傳智
- 後製錄音：嘉莉錄音工房
- 剪接：林政宏
- 後期協調：江金燕、林筱晨、陳姿吟
- 調光：洪雪芹
- 2D特效：李羿萱、王艷如、徐佳仕、陳逸潔、高巧蓉、黃翊綾
- FCP剪輯：陳建平、何蕙竹、周哲緯、蘇柏戎
- 字幕＆播帶：溫駿嚴、吳宜豐、劉加宥、梁承宗
- 後期製作：台北影業股份有限公司
- 行政協調：林素如
- 海報設計：小黃間
- 財務管理：林佩霓、吳冠儀
- 青睞經紀：石容瑋、黃子芹
- 原著出版：大田出版社
- 音樂提供：陳慧如音樂之旅、下課啦 阿淘和孩子的歌、野火樂集、亞洲唱片、可登唱片

## 獎項
| 年度   | 大獎         | 獎項             | 入圍者                 | 結果 |
| ------ | ------------ | ---------------- | ---------------------- | ---- |
| 2014年 | 第49屆金鐘獎 | 戲劇節目獎       | 戲劇節目獎             | 入圍 |
| 2014年 | 第49屆金鐘獎 | 戲劇節目女主角獎 | 嚴藝文                 | 入圍 |
| 2014年 | 第49屆金鐘獎 | 戲劇節目男配角獎 | 王鏡冠                 | 入圍 |
| 2014年 | 第49屆金鐘獎 | 戲劇節目女配角獎 | 謝瓊煖                 | 獲獎 |
| 2014年 | 第49屆金鐘獎 | 戲劇節目導演獎   | 陳長綸                 | 獲獎 |
| 2014年 | 第49屆金鐘獎 | 戲劇節目編劇獎   | 陳長綸、柯淑卿、林佳慧 | 入圍 |
| 2014年 | 第49屆金鐘獎 | 燈光獎           | 丁海德                 | 獲獎 |
| 2014年 | 第49屆金鐘獎 | 美術設計獎       | 劉基福、林智明         | 入圍 |

## 外部連結
- 官方網站（页面存档备份，存于）－客家電視台
- 客家電視台的Facebook專頁
- 互联网电影数据库（IMDb）上《在河左岸》的资料（英文）

## 作品的變遷
| 臺灣 客家電視台 每週一至週四 20:00 - 20:50                                       | 臺灣 客家電視台 每週一至週四 20:00 - 20:50 | 臺灣 客家電視台 每週一至週四 20:00 - 20:50 |
| -------------------------------------------------------------------------------- | ------------------------------------------ | ------------------------------------------ |
|                                                                                  | 在河左岸 （2014年2月17日－2014年4月8日）   |                                            |
| 醬園生（重播）【客家劇場】 印象。映像。淡水河 在河左岸特別節目 （2014年2月13日） | 三隻小蟲 （2014年4月9日－2014年5月13日）   |                                            |

| 臺灣 公視HD台 每週一至週五 21:00 - 22:00 | 臺灣 公視HD台 每週一至週五 21:00 - 22:00 | 臺灣 公視HD台 每週一至週五 21:00 - 22:00 |
| ---------------------------------------- | ---------------------------------------- | ---------------------------------------- |
|                                          | 在河左岸 （2015年5月7日－2015年6月17日） |                                          |
| 出境事務所（重播）                       | 閱讀時光（重播）                         |                                          |